# Konrad 1. af Franken
Konrad 1. af Franken (født ca. 890, død 23. december 918), kaldt for Den yngre, var hertug af Franken fra 906, og han var konge af Det østfrankiske Kongerige fra 911 til 918. Han var Tysklands første og eneste konge af det konradinske (eller frankiske) dynasti.